# Erich Krause (Chemiker)
Erich Krause (* 23. Juli 1895 in Potsdam; † 22. Januar 1932) war ein deutscher Chemiker.
Krause war der Sohn eines Lehrers und studierte ab 1913 Chemie an der TH Berlin-Charlottenburg und der Universität Berlin mit der Promotion 1917. Danach war er Assistent im Institut für Anorganische Chemie der Universität Berlin. 1923 habilitierte er sich an der TH Berlin, wurde dort Privatdozent und 1927 außerordentlicher Professor.
Krause synthetisierte 1918 die erste organische Silberverbindung (Silber-Phenyl) und er befasste sich mit organischen Borverbindungen (erste Synthese von Boralkylen und Borarylen).